# Episparonia angulatilinea
Episparonia angulatilinea là một loài bướm đêm trong họ Noctuidae.